# (7815) Долон
(7815) Долон (лат. Dolon, др.-греч. Δόλων) — типичный троянский астероид Юпитера, движущийся в точке Лагранжа L5, в 60° позади планеты. Астероид был открыт 21 августа 1987 года бельгийским астрономом Эриком Эльстом в обсерватории Ла-Силья и назван в честь Долона, одного из защитников Трои.

Орбита астероида Долон и его положение в Солнечной системе